# Jarmila Klimešová
Jarmila Klimešová (née le 9 février 1981 à Šumperk) est une athlète tchèque spécialiste du lancer du javelot. 

## Palmarès
| Année | Compétition                   | Lieu              | Résultat | Marque  |
| ----- | ----------------------------- | ----------------- | -------- | ------- |
| 2000  | Championnats du monde junior  | Santiago du Chili | 1re      | 54,82 m |
| 2003  | Championnats d'Europe espoirs | Bydgoszcz         | 1re      | 60,54 m |
| 2004  | Jeux olympiques               | Athènes           | 25e      | 57,70 m |
| 2008  | Jeux olympiques               | Pékin             | 21e      | 57,25 m |
| 2010  | Championnats d'Europe         | Barcelone         | 8e       | 56,50 m |
| 2011  | Championnats du monde         | Daegu             | 7e       | 59,27 m |

### Records
| Épreuve           | Performance | Lieu   | Date         |
| ----------------- | ----------- | ------ | ------------ |
| Lancer du javelot | 62,60 m     | Prague | 24 juin 2006 |